# Kazalište Solís
Kazalište Solís (špa.  Teatro Solís) najstarije je kazalište u Urugvaju. Svečano je otvoreno 1856. godine i nalazi se u glavnom gradu Montevideu, koji je ujedno i vlasnik kazališta, na Trgu neovisnosti u povijesnoj četvrti Ciudad Vieja. U izradi nacrta, prema kojima je građeno kazalište, sudjelovali su arhitekti Carlo Zucchi, Francisco Xavier Garmendia i Víctor Rabú.
Urugvajski parlament je 1998. godine donio odluku o rekonstrukciji i restauraciji kazališta, koja je uključivala i dva nova stupa (kolona) koje je za 110.000 američkih dolara dizajnirao francuski dizajner Philippe Starck. Renoviranje kazališta završeno je 2004. godine, a kazalište je ponovno otvoreno za javnost u kolovozu iste godine. Nakon renoviranja francuska tvrtka Avel Acoustique je nadogradnjom poboljšala akustiku kazališta, čime se je kazalište dobilo mogućnost održavanja i koncerata.
Prva urugvajska nacionalna opera, La Parisina, Tomása Giribaldia, premijerno je izvedena u kazalištu 14. rujna 1878. godine.

## Vanjske poveznice
- (šp.) Službene stranice kazališta